# Posoquerieae
Posoquerieae, tribus broćevki, dio potporodice Ixoroideae. Sastoji se od pet rodova iz Južne i Srednje Amerike, južnog Meksika i Kube.
Tribus je opisan u Flora Ilustrada Catarinense Rubiaceas(1): 23. 2004.

## Rodovi
1. Gleasonia Standl. (5 spp.)
2. Henriquezia Spruce ex Benth. (3 spp.)
3. Platycarpum Humb. & Bonpl. (14 spp.)
4. Molopanthera Turcz.  (1 sp.)
5. Posoqueria Aubl. (21 spp.)